# 安徽方言
安徽方言，是指在安徽省内使用的方言。安徽地跨淮河、长江、新安江三大流域，文化南北差异巨大。省内的方言分布和使用状况与江苏、浙江、江西等周边省份内部多元的方言状况类似，因此，并不存在某种单一体系的安徽方言或所谓安徽话。尤其是位于长江以南的皖南地区，由于自身复杂的地理因素以及历史上多层次的移民冲击，是中国东南地区方言状况最为多元、最为复杂的地区之一。
目前，除了皖南山区遍布的客籍方言岛之外，在安徽省内自北向南主要并存着中原官话、江淮官话、赣语、吴语、徽语等五大方言体系，亦因方言与文化习俗之别而对应着中原（中原官话）、江淮（淮语）、赣府（赣语）、吴越（吴语、徽语）四大民系族群。

## 方言分类
按照语言系属及来源综合分类，安徽方言主要包括中原官话、江淮官话(淮语)、赣语、吴语、徽语、客籍方言六大类。

### 中原官话
安徽省内的中原官话主要分布在淮河以北的阜阳、亳州、淮北、宿州、蚌埠、淮南诸地市，以及淮河以南、江淮分水岭以北的霍邱、寿县、金寨（西部）、长丰（北部）、凤阳等地。通行中原官话的地区亦属于文化意义上的皖北地区，居民属中原民系。

### 江淮官话(淮语)
安徽省内的江淮官话(淮语)主要分布在江淮之间的合肥（长丰县北部除外）、六安（西北部除外）、安庆（市区及桐城）诸地市与马鞍山、芜湖、铜陵的江北部分，以及长江以南、黄山山脉以北的马鞍山、芜湖、铜陵、宣城、池州等地的城镇地区，北部原有怀远小片分布于蚌埠、淮南境内，如今范围仅存怀远一地，新派怀远话丢失入声已融入中原官话信蚌片。其中除安庆地区的淮语属于黄孝片方言之外，其余皆属于洪巢片方言。通行江淮官话的地区亦属于文化意义上的皖中或江淮地区，居民属江淮民系。

### 赣语
安徽省内的赣语属于赣语懷嶽片方言，主要通行于安徽西南部的怀宁、岳西、潜山、太湖等地，以及望江、宿松、东至、石台、贵池等地的部分地区。通行赣语的地区亦属于文化意义上的皖西南地区，居民属赣府民系。

### 吴语
安徽省内的吴语主要分布于长江以南马鞍山、芜湖、铜陵、池州、宣城等地乡村地区以及黄山区（原太平县地）。其中除郎溪、广德两县的部分地区属于吴语太湖片，其余皆属吴语宣州片。通行吴语的地区与通行徽语的地区同属于文化意义上的皖南地区，居民属吴越民系。

### 徽语
安徽省内的徽语主要分布于南部新安江流域的旧徽州府辖地，包括今歙县、徽州区、黄山区（仅限南部汤口镇、谭家桥镇）、屯溪区、祁门县、绩溪县、休宁县、黟县，及周边旌德县、宁国市（限于南部洪门乡等地）、东至县（限于东南郎木塔一带）、石台县（限于占大区）等。通行徽语的地区亦属于文化意义上的皖南徽州地区，居民属吴越民系。

### 客籍方言
安徽南部的客籍方言岛遍布皖南山区各地，客籍方言种类主要有：安徽本省江北移民带来的江淮官话、广德县河南移民带来的中原官话、宁国市周边湖北移民带来的西南官话、畲族使用的畲话（接近客家话，与浙江、江西、福建、广东等省畲话可互通）、湖南移民带来的湘语、浙江移民带来的浙南闽语及处衢片吴语等、福建移民帶來的閩北語及客家話等。

## 地域划分
安徽地跨淮河、长江、新安江三大流域，并由淮河、长江分割出皖北、皖中、皖南三大地域单元。

### 皖北地区
狭义的皖北地区仅指安徽省沿淮及其以北诸地市，包括蚌埠市、淮南市、淮北市、阜阳市、亳州市、宿州市，其方言种类相对单一，绝大多数属于中原官话，分别属于中原官话的徐淮片（淮北市、宿州市）、商阜片（阜阳市大部、亳州市及颍上县）及信蚌片（淮南市、蚌埠市），淮南和蚌埠部分地区原通行江淮官话洪巢片，目前仅留存于怀远和淮南市区部分地区，且当地新派方言入声丢失已融入中原官话信蚌片。

### 皖中地区
皖中地区一般指安徽省淮河以南、长江以北的地区，其中江淮分水岭以北属淮河流域的沿淮地区、江淮分水岭以南属长江流域的沿江地区（皖江地区）、天柱山以南的皖西南地区三地方言差异明显。

- 沿淮地区

沿淮地区包括六安市霍邱县、寿县、金寨县（东部除外），合肥市长丰县（北部），滁州市凤阳县，其方言属于中原官话信蚌片。

- 皖江地区

沿江地区包括合肥市（大部）、巢湖市、滁州市（大部）、六安市（大部）、安庆市（市区、桐城市、枞阳县），其方言属于江淮官话，除安庆地区的淮语属于黄孝片之外 ，大多属洪巢片。

- 皖西南地区

江淮之间的长江以北、天柱山以南的皖西南地区，包括安庆市下属怀宁县、潜山市、望江县（大部）、岳西县、宿松县（大部）及太湖县，与皖中其余地区方言差异明显，属于赣语懷嶽片方言。

### 皖南地区
位于长江以南的皖南地区，由于自身复杂的地理环境以及历史上多层次的移民冲击，是安徽省内方言最为多元的地区，也是中国东南方言状况最为复杂的地区之一。
- 土著方言

皖南地区的土著方言，指的是皖南地区明清以来相对固定的居民主体所使用的方言，主要包括吴语、徽语、赣语三种。其中吴语分布于原太平府、宁国府及池州府部分地区，徽语分布于原徽州府辖地及池州府、宁国府的部分地区，赣语主要分布于原池州府的部分地区。
- 客籍方言

清末的太平天国战争对皖南语言文化具有毁灭性的影响，持续11年之久的战争极大地破坏了安徽省经济最为发达的江南地区，不仅重创了皖南的经济，还使得皖南土著人口损失惨重。 战后的移民潮直接地影响了除徽州府之外皖南大部的方言分布，使得江淮官话越江分布到皖南腹地，并使得皖南山区遍布各种非土著方言岛。在有些地区（如沿江诸市城镇地区及宣城市、宁国市），客籍方言甚至已经取代了土著方言，成为该地的主导方言。

安徽本省江北移民带来的江淮官话，主要分布于沿江诸市城镇地区以及南陵县、青阳县、宣城市、郎溪县大部；河南郑州地区移民使用的中原官话，主要分布于广德县东部地区（与浙西中原官话方言岛连接成片）；湖北随州、应山一带移民使用的西南官话，主要分布于宁国市大部及周边郎溪县、广德县、宣城市、泾县；畲族使用的畲话（接近客家话，与浙江、江西、福建、广东等省畲话可互通）主要分布于宁国云梯畲族乡；浙江移民带来的浙南闽语及处衢片吴语，主要分布于广德、宁国、郎溪、绩溪、歙县；福建移民帶來的閩北語及客家話，主要分佈于甯國市仙霞鄉。

### 引用
1. 1 2
2. ↑  皖北中原官话分区参考《中国语言地图集》图B3“官话之三。
3. ↑  孙宜志. . 方言. 2006,. 2006 (2) （中文）.
4. ↑  参蒋冰冰，2003，第3至4页。
5. ↑  参蒋冰冰，2003，第4页。
6. ↑  安徽南部客籍方言来源参考《安徽省志·方言志》第545至546页。